# Дикобразы
Дикобра́зы (лат. Hystrix, от др.-греч. ὕστριξ «дикобраз», буквально «свинощетин», «щетинистая свинья») —  обитающий в Старом Свете род грызунов семейства дикобразовых (Hystricidae). Дикобразы обитают в южных широтах. 

## Классификация
Русские названия по энциклопедии: 
- Подрод Acanthion
  - Hystrix brachyura — Малайский дикобраз
  - Hystrix javanica — Яванский дикобраз
- Подрод Hystrix
  - Hystrix africaeaustralis — Южноафриканский дикобраз
  - Hystrix cristata — Хохлатый дикобраз
  - Hystrix indica — Индийский дикобраз — единственный вид, встречающийся в России (на юге Дагестана), а также на территории бывшего СССР (Закавказье, Средняя Азия)[2].
- Подрод Thecurus
  - Hystrix crassispinis — Жёсткоиглый дикобраз
  - Hystrix pumila — Филиппинский дикобраз
  - Hystrix sumatrae — Суматранский дикобраз

По данным сайта Paleobiology Database, на ноябрь 2022 года в род включают 4 вымерших вида:
- Hystrix angressi Frenkel, 1971
- Hystrix arayanensis Sen, 2001
- Hystrix depereti Sen, 2001
- Hystrix primigenia Wagner, 1848

В других источниках к роду относят также следующие вымершие виды:
- Hystrix paukensis Nishioka et al., 2011[4]
- Hystrix velunensis Czernielewski, 2022[5]

## На территории России
В России, на юге Дагестана, встречается индийский дикобраз.
В прошлом, во время микулинского межледниковья (100—130 тысяч лет назад), дикобразы жили на Урале. В Горном Алтае дикобразы жили в пещере Страшная в 2,5 км к северу от посёлка Тигирек, на левом берегу реки Ини около 40 тысяч лет назад, в пещере Разбойничья у села Каракол — около 30 тысяч лет назад в течение каргинского межледниковья. Около 27 тысяч лет назад с похолоданием дикобразы на Алтае исчезли.